# Іскарі
Іскарі (груз. ისკარი) — село в Грузії.
За даними перепису населення 2014 року в селі проживає 99 осіб.